# Symbole des apôtres

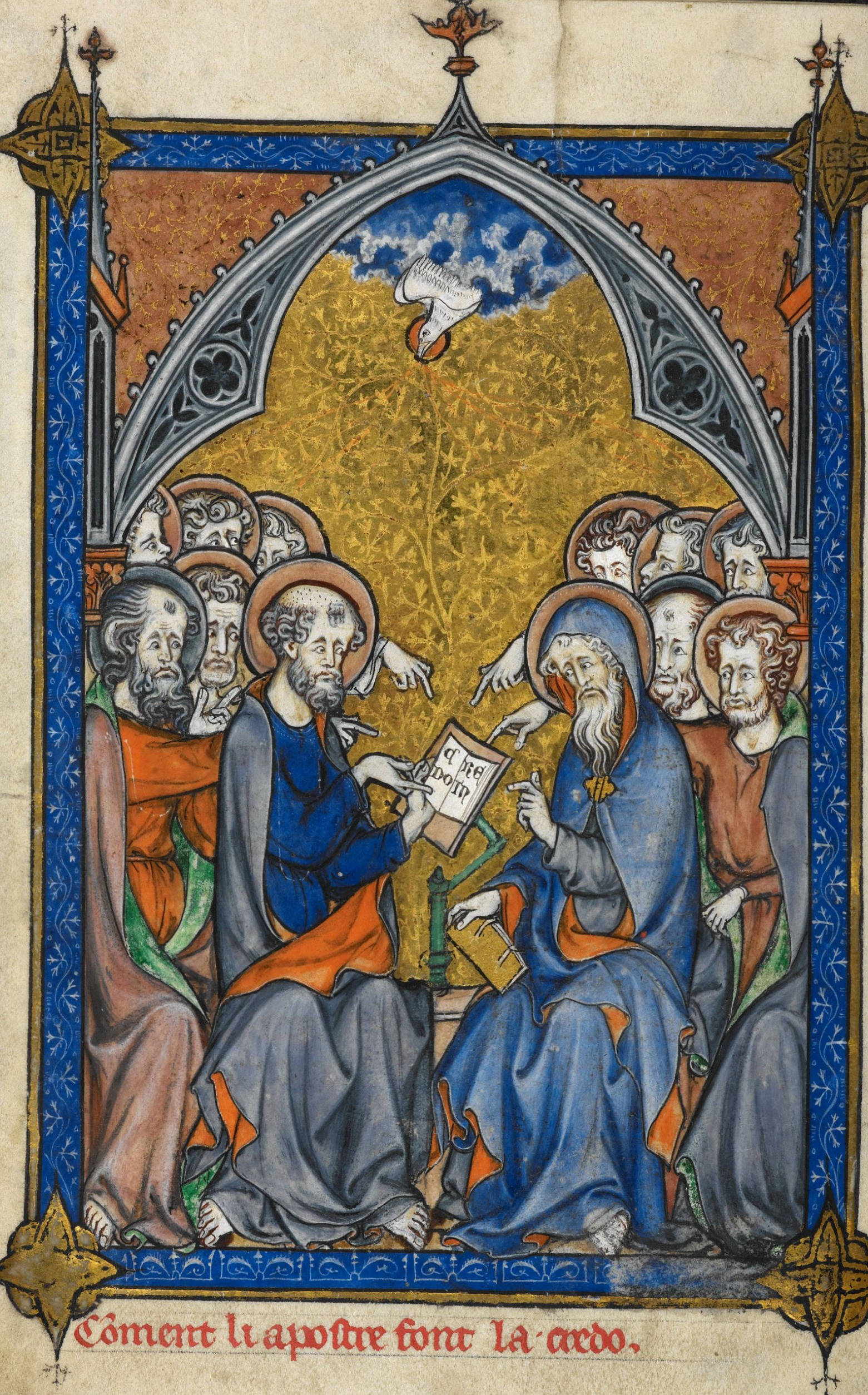
Miniature d'un manuscrit du XIIIe siècle montrant les Apôtres en train de rédiger le Credo, en recevant l'inspiration de l'Esprit Saint.

Le Symbole des Apôtres est une confession de foi chrétienne en usage en Occident dans les Églises catholique et protestantes.
Il est aussi connu sous le nom de Credo (c'est-à-dire « je crois » en latin, la version dans cette langue commençant par ce mot), mais un tel emploi est abusif, le terme Credo désignant à proprement parler le Symbole de Nicée-Constantinople.

## Le texte de la profession de foi

### Traduction en français
Voici une traduction en français du Symbole des apôtres utilisée dans la liturgie de l'Église catholique, :
1. Je crois en Dieu, le Père tout-puissant, Créateur du ciel et de la terre,
2. et en Jésus-Christ, son Fils unique, notre Seigneur
3. qui a été conçu du Saint-Esprit, (et) (qui) est né de la Vierge Marie ;
4. (Il) a souffert sous Ponce Pilate, (Il) a été crucifié, (Il) est mort, (Il) a été enseveli, (Il) est descendu aux enfers ;
5. le troisième jour, (Il) est ressuscité des morts ;
6. (Il) est monté aux cieux,
(Il) est assis (variante : Il siège) à la droite de Dieu, le Père tout-puissant ;
7. d'où Il viendra (variante : Il viendra de là) (pour) juger les vivants et les morts.
8. Je crois en l'Esprit-Saint (variante : au Saint-Esprit)
9. à la sainte Église catholique (version protestante, : je crois la sainte Église universelle),
(à) la communion des saints,
10. la rémission des péchés,
11. la résurrection de la chair
12. la vie éternelle.
Amen.
À noter : Les variantes de la version protestante du Credo sont dues à un souci de clarté ou de traduction, mais ne traduisent pas une divergence de doctrine. Ainsi, l'adjectif « catholique » du dernier article est remplacé par sa traduction (καθολικός / katholikós signifiant « général », « universel »), pour ne pas prêter à confusion avec l'Église catholique.

### Variante (en français)
Plusieurs variantes de la version ci-dessus ont existé. L'une d'elles était donnée comme plus ancienne par les sources ecclésiastiques du début du XXe siècle. Celles-ci affirmaient même qu'elle était antérieure à 150, selon la plupart des savants.
Les différences :
1. Je crois en Dieu, le Père tout-puissant, [manque: « créateur du ciel et de la terre]
4. a été crucifié sous Ponce Pilate, et a été enseveli,
Au lieu de : « a souffert sous Ponce Pilate, a été crucifié, est mort, a été enseveli, est descendu aux enfers ».
6.2. est assis à la droite du Père,
Au lieu de : « est assis à la droite de Dieu, le Père tout-puissant ».
9. à la sainte Église, [manquent: (église) « catholique, (à) la communion des saints »]
Cette version ne se termine pas par la ré-affirmation de la croyance « à la vie éternelle ».

### Latin
Credo in Deum, Patrem omnipotentem, Creatorem caeli et terrae.
Et in Iesum Christum, Filium eius unicum, Dominum nostrum:
qui conceptus est de Spiritu Sancto, natus ex Maria Virgine,
passus sub Pontio Pilato, crucifixus, mortuus, et sepultus,
descendit ad inferos,
tertia die resurrexit a mortuis,
ascendit ad caelos,
sedet ad dexteram Dei Patris omnipotentis,
inde venturus est iudicare vivos et mortuos.
Credo in Spiritum Sanctum,
sanctam Ecclesiam catholicam,
sanctorum communionem,
remissionem peccatorum,
carnis resurrectionem,
vitam aeternam.
Amen.

## Histoire
Pour la tradition, le Symbole des Apôtres aurait été transmis directement par les Apôtres sous l'influence de l'Esprit saint, ce que conteste l'exégèse dite critique. Kattenbusch retrace l'origine du Credo jusqu'à l'époque de Tertullien. Adolf von Harnack affirme en 1893 que sa forme finale correspondait à la confession baptismale du sud de la Gaule du Ve siècle, mais il laisse aussi entendre qu'elle aurait pu venir de Rome au IIe siècle. Le Catéchisme de l'Église Catholique déclare qu'il s'agit de l'ancien symbole baptismal de l'Église de Rome en citant Saint Ambroise.
Tertullien (vers 150-vers 220) cite le symbole dans plusieurs écrits : De Praescriptione (vers 200), De Virginibus Velandis (avant 207), Adversus Praxeam (213):
| De Praescriptione XIII                                                                                        | Remarques |
| (1) Je crois en Dieu, le créateur du monde,                                                                   | Dieu tout-puissant in De Virginibus Velandis                                                                  |
| (2) au Verbe, son Fils, Jésus-Christ                                                                          | |
| (3) qui par l'Esprit et la puissance de Dieu le Père prit chair dans le sein de Marie, et naquit d'elle       | vierge Marie in De Virginibus                                                                                 |
| (4) fut attaché à une croix.                                                                                  | (4) fut crucifié sous Ponce Pilate, in De Virginibus (4) souffrit, mourut et fut enterré, in Adversus Praxeam |
| (5) Il se releva le troisième jour,                                                                           | |
| (6) fut emporté aux Cieux,                                                                                    | |
| (7) prit place à la droite du Père,                                                                           | |
| (9) déléguant la puissance de son Saint-Esprit,                                                               | |
| (10) pour gouverner les croyants                                                                              | |
| (8) reviendra dans la gloire pour emmener le bon à la vie éternelle et condamner le mauvais au feu perpétuel, | (8) reviendra pour juger les vivants et les morts, in De Virginibus et Adversus Praxeam                       |
| (12) en la restauration de la chair.                                                                          | résurrection, in De Virginibus                                                                                |

Marcel d'Ancyre (285-374) le cite en grec dans une lettre au pape Jules Ier datée de 340. Cyrille de Jérusalem (315-387) et Théodore de Mopsueste (352-428) lui consacrent des catéchèses. Rufin d'Aquilée (vers 345 - 410) donne le premier texte en latin du Symbole et défend son origine apostolique.
Guillaume Durand (vers 1230-1296) dit que cette profession de foi s'appelle ainsi, parce que chaque apôtre y apporta sa portion et avance cette répartition :

« Pierre parle le premier : « Je crois en Dieu le Père tout-puissant, créateur du ciel et de la terre. »

André : « Et en Jésus-Christ, son Fils unique, Notre-Seigneur. »

Jacques le majeur : « Qui a été conçu du SaintEsprit, né de la vierge Marie. »

Jean : « Qui a souffert sous Ponce-Pilate, a été crucifié, est mort et a été enseveli. »

Philippe : « Est descendu aux enfers, est ressuscité le troisième jour d'entre les morts. »

Barthélemi : « Est monté aux cieux et est assis à la droite de Dieu le Père tout-puissant. »

Thomas : « D'où il doit venir juger les vivants et les morts. »

Matthieu : « Je crois au Saint-Esprit. »

Jacques le mineur : « Je crois à la sainte Église catholique , à la communion des saints. »

Simon : « Je crois à la rémission des péchés. »

Thadée : « A la résurrection de la chair. »

Matthias : « A la vie éternelle. »

Deux sermons pseudo-augustiniens qui sont sans doute l’œuvre d’un prédicateur gaulois du VIe siècle nous proposent aussi une version découpée en 12 articles un peu différente : 
Pierre dit : Je crois en Dieu le Père tout-puissant,

Jean dit : Créateur du ciel et de la terre.

Jacob dit : Je crois aussi en Jésus-Christ son Fils unique Notre-Seigneur.

André dit : Qui a été conçu du Saint-Esprit, est né de la Vierge Marie.

Philippe dit : A souffert sous Ponce-Pilate, a été crucifié, est mort et a été enseveli.

Thomas dit : Est descendu aux enfers, le troisième jour est ressuscité d’entre les morts.

Barthélemy dit : Est monté aux cieux, est assis à la droite de Dieu le Père tout-puissant, 

Matthieu dit : D’où il viendra juger les vivants et les morts.

Jacques, fils d’Alphée : Je crois au Saint-Esprit, la sainte Église catholique, 

Simon le Zélote : La communion des saints, la rémission des péchés, 

Judas, fils de Jacques : La résurrection de la chair, 

Matthias acheva : La vie éternelle. Amen 

## Fondements apostoliques
Dès les temps apostoliques, on trouve les débuts du symbole de la foi :
- Matthieu, 28, 19
- Romains, 10, 9
- I Corinthiens, 15, 3-5

Si le texte actuel du symbole des apôtres n'est pas un texte apostolique, il se base néanmoins sur le Nouveau Testament :
| Symbole des apôtres                                                                               | Sources |
| Je crois en Dieu, le Père tout-puissant, créateur du ciel et de la terre,                         | Éphésiens, 3, 9 I Corinthiens, 8, 6 : « Pour nous, il n' y a qu'un seul Dieu, le Père, de qui tout vient » |
| et en Jésus-Christ, son Fils unique, notre Seigneur,                                              | I Jean, 2, 22 Marc, 3, 11 : « Tu es le Fils de Dieu » |
| qui a été conçu du Saint-Esprit, est né de la Vierge Marie ;                                      | Luc, 1, 35 |
| a souffert sous Ponce Pilate, a été crucifié, est mort, a été enseveli, est descendu aux enfers ; | Matthieu, 27, 2 Actes, 2, 23 : « cet homme, vous l'avez fait supprimer en le faisant crucifier par la main des impies » I Corinthiens, 15, 3 : « Le Christ est mort pour nos péchés, il a été enseveli » Actes, 2, 31 : « il n'a pas été abandonné au séjour des morts » Matthieu, 27, 52 : « les sépulcres s'ouvrirent ». Ainsi ici le terme « enfers » (au pluriel) ne désigne pas l'enfer mais le Shéol, c'est-à-dire la demeure des morts où se trouvent tous les défunts des époques précédant le Christ. |
| le troisième jour, est ressuscité des morts ;                                                     | I Corinthiens, 15, 4 : « il est ressuscité le troisième jour, selon les Écritures » |
| est monté au ciel, est assis à la droite de Dieu, le Père tout-puissant ;                         | I Pierre, 3, 22 : « qui est monté au ciel, à la droite de Dieu » |
| d'où il viendra pour juger les vivants et les morts.                                              | II Timothée, 4, 1 : « Le Christ Jésus qui doit juger les vivants et les morts » |
| Je crois en l'Esprit-Saint,                                                                       | Jean, 14, 26 : « Mais le Défenseur, l'Esprit-Saint que le Père enverra en mon nom » |
| à la sainte Église universelle, à la communion des saints,                                        | Matthieu, 16, 18 : « sur cette pierre, je bâtirai mon Église » Éphésiens, 5, 29-30 : « Personne ne méprise son propre corps... C'est ce que fait le Christ pour l'Église, parce que nous sommes les membres de son corps » |
| à la rémission des péchés,                                                                        | Matthieu, 26, 28 : « Ceci est mon sang, [...] versé [...] en rémission des péchés » |
| à la résurrection de la chair,                                                                    | I Corinthiens, 15, 13 : « s'il n'y a pas de résurrection des morts, le Christ non plus n'est pas ressuscité » |
| et à la vie éternelle.                                                                            | Matthieu, 25, 46 : « ceux-ci iront au châtiment éternel, mais les justes à la vie éternelle » |

Le concile de Trente avait accepté l'origine apostolique du Credo. Son catéchisme de 1566 dit :
« Ce que les chrétiens doivent savoir tout d’abord ce sont les vérités que les saints apôtres, nos maîtres et nos guides dans la foi, inspirés par l’Esprit de Dieu, ont renfermées dans les douze articles du symbole. Après avoir reçu de Notre Seigneur l’ordre d’aller remplir pour lui les fonctions d’ambassadeurs (2 Co 5, 20) et de se répandre dans le monde entier pour prêcher l’Évangile à toute créature (Mc 16, 15) ils jugèrent convenable de composer une formule de foi chrétienne afin que tous eussent la même croyance et le même langage, qu’il n’y eût ni division, ni schisme parmi ceux qu’ils allaient appeler à la même foi et que tous fussent consommés dans un même esprit et un même sentiment » (I, 1, 2).
Par ailleurs, la tradition des Chrétiens d'Orient a gardé la manière symbolique de réciter le Credo. En effet, le symbole est étymologiquement un morceau d'argile qu'on brise en deux avant de se séparer. Des années peuvent passer, mais les deux personnes (ou leurs descendants) parviendront toujours à s'identifier en rapprochant les morceaux et en constatant leur complémentarité. Ainsi, en joignant les mains, on peut réciter le Credo en parcourant chaque doigt à la suite, du pouce à l'auriculaire droit puis du pouce à l'auriculaire gauche.
| Je crois en...                 | Première main                                                                              | Deuxième main                                               | Lien |
| Dieu le père                   | Je crois en Dieu, le Père tout-puissant, créateur du ciel et de la terre,                  | est assis à la droite de Dieu, le Père tout-puissant ;      | on retrouve les mêmes adjectifs qualifiant Dieu |
| Jésus son fils                 | et en Jésus-Christ, son Fils unique, notre Seigneur,                                       | d'où il viendra pour juger les vivants et les morts.        | Jésus est Seigneur et juge |
| le Saint-Esprit                | qui a été conçu du Saint-Esprit, est né de la Vierge Marie ;                               | Je crois en l'Esprit-Saint, à la sainte Église universelle, | on retrouve l'identification entre l'Eglise et la Vierge Marie, des entités humaines mais sources de Dieu                                                                  |
| Christ descendu sur terre      | a souffert sous Ponce Pilate, a été crucifié, est mort, a été enseveli,                    | à la communion des saints, à la rémission des péchés,       | la mort du Seigneur nous a tous sauvés ; c'est ce qu'on appelle « communion des saints », quand les uns souffrent et prient pour le salut des autres                       |
| pour nous faire monter au ciel | est descendu aux enfers ; le troisième jour, est ressuscité des morts ; est monté au ciel, | à la résurrection de la chair, et à la vie éternelle.       | Jésus descend « aux enfers » pour aller chercher tous ceux qui sont morts avant sa venue et les faire monter au ciel avec lui ; et tous les hommes auront la vie éternelle |

## Chez les Réformés
Dans la Confession de foi de La Rochelle en 1559, les Églises Réformées de France déclarent reconnaître « les trois Symboles, à savoir des Apôtres, de Nicée, et d'Athanase, parce qu'ils sont conformes à la parole de Dieu ».
Jean Calvin dans De la foi, souligne l’inspiration du Symbole : 
« Je nomme le symbole des apôtres, mais je ne me soucie pas beaucoup de savoir qui en a été l’auteur… Quoi qu’il en soit, je ne doute nullement, de quelque part qu’il soit procédé, qu’il n’ait été dès le premier commencement de l’Église et même dès le temps des apôtres reçu comme une confession publique et certaine de la foi. »

## Chez les orthodoxes
Les orthodoxes et les orientaux utilisent le Symbole de Nicée et ignorent le Symbole des apôtres qui n'est utilisé comme expression de la foi qu'en Occident.
Ainsi, en 1438, lors des premières assises du concile de Florence , encore appelé « concile de l’Union », se tenant à Ferrare, les Pères avaient invoqué l’autorité du symbole des apôtres. L’archevêque d’Éphèse Marcos Eugenicos (ou Marc d’Éphèse) se leva et déclara aux latins consternés : « Pour nous, nous ne professons ni même ne connaissons ce symbole des apôtres ; s’il avait existé, le livre des Actes en aurait parlé. »

## Dans la liturgique catholique
Dans la liturgie catholique des heures (la récitation du bréviaire), le symbole des apôtres était récité tous les jours, au début des offices de matines et de prime.
Depuis l'édition de 2002 du Missel romain, il peut être employé à la messe en lieu et place du Symbole de Nicée. Ce dernier usage était déjà régulier dans les pays francophones depuis plus de vingt ans. La nouvelle traduction du missel romain entrée en vigueur en France en novembre 2021 reprend cependant l’usage du Symbole de Nicée.
Sous une forme dialoguée entre le prêtre et l'assemblée, il est utilisé comme profession de foi solennelle notamment lors de la vigile pascale ou lors du baptême : 

« Croyez-vous en... ? 

– Oui, je crois. » 

Dans ce cas, la formule « est descendu aux enfers » est omise. Ce dialogue est généralement précédé de la renonciation à Satan, toujours sous la forme d'un dialogue.